# Maha Sajan
Maha Sajan (sanskrit : महा साजन, ? - 1471) P'an-Lo T'ou-Ts'iuan (槃羅茶全) ou en vietnamien  Bàn La Trà Toàn, est un souverain du Royaume de Champā de la XIVe dynastie Cham. Il règne de 1460 à 1471

## Contexte
Maha Sajan est le frère cadet et successeur de Maha Saya pour légitimer son accession au trône,  il a également épousé une sœur des rois Maha Kali et Maha Kaya. 
Son règne marque la chute du royaume de Champa. Après s'être assuré l'accord des Ming, fin 1470 il lance une razzia contre Hóa Châu, l'empereur Lê Thánh Tông du Đại Việt (Vietnam), réagit immédiatement et début 1471, il réunit une armée de 200.000 hommes et envahit le Champa:116–117. Les Vietnamiens s'emparent de la capitale Cham, Vijaya, tuent 60 000 personnes et en déportent 30 000 autres. P'an-Lo T'ou-Ts'iuan est lui même capturé,  il tombe malade et meurt sur la jonque qui l’emmène au Vietnam. Après lui la royauté est abolie de facto et le Champa,  est réduit à trois petites principautés, survit sous la vassalité du Đại Việt : Chiên Thành (Champa) , Hoa Anh (Khàn Hoa) et Nan Bàn (Gia Lai Dàk Làk) 

## Source
- Georges Maspero Le royaume de Champa: Chapitre X (Suite) T'oung Pao Second Series, Vol. 14, No. 2 (1913), p.  153-201 (49 pages)